# Garuleum
Garuleum é um género botânico pertencente à família Asteraceae.